# Deutsch-französische Sommer- und Winteruniversitäten mit Drittländern in den Rechtswissenschaften
Deutsch-Französische Sommer- und Winteruniversitäten mit Hochschulen aus Drittländern sind Ausdruck der zunehmenden Internationalisierung von Studium und Forschung (Erasmus-Programm; Bologna-Prozess, EU-Erweiterung). In den Rechtswissenschaften kommt bei der Gründung solcher zumeist trinationaler Veranstaltungen den deutsch-französischen Studiengängen der Universität Paris Nanterre eine Pionierrolle zu. Sommer- und Winteruniversitäten entstehen im Rahmen des Nanterre networks, ihres europaweiten Netzwerks für Hochschulkooperation, in Zusammenarbeit mit deutschen und anderen ausländischen Partnern vor allem in Mittel- und Osteuropa, auf dem Balkan sowie im Mittelmeerraum – mit finanzieller Unterstützung insbesondere der Deutsch-Französischen Hochschule (DFH/UFA), des Deutsch-Französischen Jugendwerks sowie des französischen Hochschul- und Forschungsministeriums (Parceco).
Seit 2013 wird das Netzwerk der Sommer- und Winteruniversitäten auch auf außereuropäische Länder ausgeweitet.

## Ziele, Funktion und Funktionsprinzipien der Sommer- und Winteruniversitäten
Bernard Cazeneuve, Frankreichs beigeordneter Minister für Europaangelegenheiten und Schirmherr der 2. Deutsch-Französischen Sommeruniversität für Energie- und Umweltrecht an der Universität Paris Nanterre, sieht im September 2012 in dem von den Deutsch-Französischen Studiengängen entwickelten Typus der Sommer- und Winteruniversitäten für Juristen eine „erfolgreiche“ Formel zur Überbrückung der vorlesungsfreien Zeit, die sich gar „exportieren“ lässt und somit dem „Ansehen der deutsch-französischen Kooperation in Europa förderlich ist“. Der Ideengeber dieser „Delokalisierung des Campus“, Otmar Seul, Professor für Rechtssprache an der Universität Paris Nanterre und Leiter der deutsch-französischen Studiengänge, umreißt ihren innovativen Charakter anhand von vier Vorzügen:
1. Die Sommer- und Winteruniversitäten widmen sich den rechtlichen Herausforderungen der europäischen Integration. Sie analysieren Ansätze und Umsetzung des Rechtsangleichungsprozesses in der Europäischen Union (mit Themen wie „Europäischer Rechtsraum“, „Wertegemeinschaft Europa“, „Solidarität in Europa“, „Schutz der Privatsphäre“, „Bürgerpartizipation“, oder „Europäische Angleichung und nationale Identität“).
2. Im Bereich der Rechtsvergleichung verankert, tragen die Sommer- und Winteruniversitäten nicht nur zum gegenseitigen rechtlichen Verständnis, sondern auch zur Erfassung der gesellschaftlichen Dimensionen des Rechts bei: „Das Recht hat begleitenden Charakter, es gibt der Entwicklung unserer Gesellschaften Richtung und Rahmenbedingungen vor: es trägt mithin zu ihrer Konvergenz bei, eine der großen politischen Zielsetzungen der deutsch-französischen Beziehungen seit 1963“ (Bernard Cazeneuve). Seit der Ablehnung des Vertrages über eine „Verfassung für Europa“ bei den Volksabstimmungen von 2005 in den Niederlanden und in Frankreich wird bei diesen Veranstaltungen besonderes Augenmerk auf die Frage der europäischen Identität sowie auf die Zwänge und Hindernisse gelegt, die den europäischen Integrationsprozess beeinträchtigen. Dies implementiert transdisziplinäre Herangehensweisen, also die Einbindung von Historikern, Soziologen, Politologen oder Ökonomen. Eine solch transversale Vorgehensweise fördert das Interesse an Themen, die ansonsten nur vom juristischen Standpunkt aus untersucht würden.
3. In einer weniger förmlichen, entspannteren Atmosphäre als sie der Hochschulalltag bietet, kommen bei Sommer- und Winteruniversitäten Forscher, Dozenten, Rechtspraktiker, Doktoranden und Master-Studierende zusammen. Die Veranstaltungen bieten Gelegenheit für innovative pädagogische Ansätze. Da sie als Forum betrachtet werden, bei dem der interaktive Dialog im Vordergrund steht, tragen sie nicht zuletzt zum besseren Rechtsverständnis und zur geistigen Bereicherung der Doktoranden und Studierenden bei. Erstere haben Gelegenheit, Zwischenergebnisse ihrer Dissertation vorzutragen. Letztere werden in (zumeist) trinationalen Workshops in die Methode der Gruppenarbeit eingeführt. Sie vergleichen Rechtsdokumente, die sie im Vorfeld der Sommer- oder Winteruniversität in ihren Heimatuniversitäten ausgewertet haben. Im Rahmen der Workshops können auch Ergebnisse von Masterarbeiten oder Vorfeldarbeiten für künftige Dissertationen präsentiert werden.
4. Da die Sommer- und Winteruniversitäten zumeist in einem Drittland stattfinden, soll die Rechtskultur der Länder nach Möglichkeit in der jeweiligen Landessprache vermittelt werden. Der Rückgriff auf das Englische ist die Ausnahme. Den Veranstaltungen liegt die Idee eines dynamischen Europas zugrunde, die in Zeiten der Globalisierung jede monokulturelle Entwicklung und uniforme Ausrichtung am anglo-amerikanischen ‘Modell’ verweigert und sich stattdessen zur sprachlichen und kulturellen Vielfalt Europas bekennt.

## Zur Entstehungsgeschichte der ersten Sommer- und Winteruniversitäten
Bei der weiteren Typologisierung dieser Sommer- und Winteruniversitäten greifen die Kriterien des geografischen Raumes und des historischen Kontextes, in dem sie begründet werden, ein.

### Litauen
Die älteste, auf die EU-Rechtsharmonisierung fokussierte Sommeruniversität im litauischen Vilnius – 2004 von der Université Paris Nanterre, der Johann Wolfgang Goethe-Universität Frankfurt am Main und der Universität Vilnius begründet – entsteht im Jahr der EU-Erweiterung auf Länder vor allem in Mittel- und Osteuropa. Mit ihrem Beitritt sehen sich auch die baltischen Staaten in die Pflicht genommen, das gesamte Recht der EU (acquis communautaire) zu übernehmen und die Ziele der politischen Union sowie die der Wirtschafts- und Währungsunion umzusetzen. Diese trinationale Sommeruniversität fungiert in den ersten Jahren als gemeinsamer Jahresabschluss zweier binationaler Rechtsschulen: der Deutsch-Litauischen Rechtsschule (Johann-Wolfgang Goethe-Universität Frankfurt a. M.) und der Französisch-Litauischen Rechtsschule (Paris Nanterre).

### Belarus
Die 2011 von den Universitäten Paris Nanterre, Potsdam und der Belarussischen Staatsuniversität begründete Sommeruniversität in Minsk ist Themen von allgemeineuropäischer Relevanz gewidmet, wie ‘alternativer Streitbeilegung’, ‘neuen Informations- und Kommunikationstechnologien’, Umweltfragen und anderen aktuellen Problemfragen. Wie in der EU geht auch in der postsowjetischen Gemeinschaft Unabhängiger Staaten (GUS) die Tendenz zur regionalen Integration mit dem Versuch einer Harmonisierung der nationalen Rechtssysteme einher. Belarus ist Teil der Russisch-Belarussischen Union und Mitglied der (2014 vertraglich vereinbarten) Eurasischen Wirtschaftsunion.

### Balkanstaaten
Die 2014 von der Universität Paris Nanterre und der Westfälischen Wilhelms-Universität Münster begründete Deutsch-Französische Sommeruniversität mit den Balkanstaaten hat (erstmals in der Gründungsgeschichte dieser Sommeruniversitäten) mobilen, d. h. länderübergreifenden Charakter. Sie findet in mehreren Sessionen mit wechselnden Standorten statt: beginnend 2014 an der Universität St. Cyril und Methodius Skopje (Nord-Mazedonien), der Universität Pristina (Kosovo) und der Europäischen Universität Tirana (UET: Albanien). Seitdem wird der wissenschaftliche und interkulturelle Dialog zwischen Universitäten aus EU-Staaten (Deutschland, Frankreich) und aus Staaten der Balkanregion intensiviert und durch die progressive Einbeziehung neuer Partneruniversitäten auf die anderen Länder der Region ausgeweitet (bislang Montenegro, Serbien, Bulgarien, Griechenland). Ausgehend vom Selbstverständnis sowohl von Aufnahmekandidaten wie Nord-Mazedonien, Kosovo, Albanien oder Montenegro als auch dem der EU sollen die Entwicklungsperspektiven der Westbalkan-Länder erörtert und festgestellt werden, ob und inwieweit sie in den verschiedenen Rechtsbereichen (Privatrecht, Öffentliches Recht, Internationales Privatrecht, Internationales Strafrecht) bereits die Kopenhagen-Kriterien für den Beitritt zur EU erfüllen oder in naher Zukunft zu erfüllen vermögen.

### Türkei
Im Januar 2016 von der Universität Paris Nanterre, der Friedrich-Alexander-Universität Erlangen-Nürnberg und der Universität Yeditepe Istanbul begründet, widmet sich diese erste Deutsch-Französisch-Türkische Winteruniversität in Istanbul Theorie und Praxis der privaten Rechtsdurchsetzung. Vor dem Hintergrund der seit 2005 laufenden zögerlichen Verhandlungen zwischen der EU und dem Dauerkandidaten Türkei (dem bislang bestenfalls eine „privilegierte Partnerschaft“ eingeräumt wurde), hat diese Thematik sowohl für das europäische Unionsrecht sowie für die nationalen Rechtsordnungen der Mitgliedstaaten als auch für das türkische Recht von hoher Relevanz (vor allem Verbraucherrecht, Vertragsrecht, Wettbewerbsrecht, Sicherheitsvorschriften, Verfassungsrecht, Arbeitsrecht, Schiedsgerichtsbarkeit oder Mediation). Infolge der angespannten innenpolitischen Lage in der Türkei hat die Winteruniversität bisher noch keine Fortsetzung erfahren. Nach dem gescheiterten Putsch vom Juli 2016 gegen den türkischen Präsidenten, waren nicht zuletzt Teile des Hochschulpersonals der staatlichen Säuberungswelle zum Opfer gefallen – darunter Dozenten und Wissenschaftler der Partneruniversitäten von Paris Nanterre und Erlangen-Nürnberg.

## Erste Deutsch-Französische Sommer- und Winteruniversitäten mit Drittländern außerhalb Europas (seit 2013)
Seit 2013 werden die Sommer- und Winteruniversitäten der deutsch-französischen Studiengänge der Universität Paris Nanterre (Nanterre network) erstmals auch auf außereuropäische Länder ausgeweitet.

### Maghrebstaaten
Im April 2013 begründen Paris Nanterre und Potsdam an der El Manar-Universität in Tunis eine Deutsch-Französische Sommeruniversität zum Thema ‘Staatspolitik in vergleichender Perspektive’. Im Kontext des Arabischen Frühlings trägt sie den neuen Erfordernissen der betroffenen Länder in politischer, wirtschaftlicher und geostrategischer Hinsicht Rechnung. Sie gilt vor allem den rechtlichen Aspekten öffentlicher Politiken zur Förderung der sozialen und wirtschaftlichen Entwicklung sowie der Demokratisierung des Staates. Bei der 2. (und vorläufig letzten) Sommeruniversität, im Mai 2014 an der Hassan II Mohameddia-Universität Casablanca/Marokko, steht das Thema „Recht versus Religion – Schnittpunkte und mögliche Konflikte religiöser Normen für staatliches Recht und Völkerrecht“ im Fokus. Die 3. (nicht mehr zustande gekommene) Sommeruniversität im Juni 2015 an der Ecole de Gouvernance et d’Economie (EGE) der Universität Mohammed VI-Polytechnique in Rabat/Marokko, sollte dem Thema ‘Staatsbürgerschaft/Citoyenneté’ gelten.

### Südamerika
Im September 2013 begründen Paris Nanterre und die Technische Universität Dresden an der Pontifikalisch-Katholischen Universität in Lima die erste Deutsch-Französisch-Peruanische Sommeruniversität zum Thema ‘Demokratie und Rechtsstaatlichkeit’. In Anbetracht der jüngsten Reformpolitiken in Peru (seit 2011) stehen Menschenrechtsfragen, Strategien zur Förderung von rechts- und sozialstaatlichen Entwicklungen sowie zur Korruptionsbekämpfung im Mittelpunkt der Diskussionen. Die 2. Sommeruniversität, im September 2014 von den Universitäten San Marcos und ESAN (der ersten Graduate School of Business in Lateinamerika) ausgerichtet, gilt dem Thema ‘Ökonomische und kulturelle Grundlagen des Verfassungsstaates’. Die innovative Funktion der trinationalen Sommeruniversität in Lima besteht nicht zuletzt darin, dass sie nicht auf den Universitätscampus beschränkt bleibt, sondern der Zivilgesellschaft offensteht, indem sie Kulturinstitutionen wie Goethe-Institut und Alliance française in das Programm einbezieht. Diese Sommeruniversität hat Fortbildungscharakter, weil sie auch Seminare für Beamte des Ministeriums für Justiz und Menschenrechtsfragen anbietet.

### Afrikanischer, ozeanischer und asiatischer Raum
Seit 2015/2016 gründen die deutsch-französischen Studiengänge der Universität Paris Nanterre unter ihrer Leiterin Professor Stephanie Dijoux auch Deutsch-Französische Sommer- und Winteruniversitäten mit Hochschulen in Ländern der östlichen Hemisphäre.